# Liodessus legrosi
Liodessus legrosi är en skalbaggsart som beskrevs av Olof Biström 1988. Liodessus legrosi ingår i släktet Liodessus och familjen dykare. Inga underarter finns listade i Catalogue of Life.